# Gérard Vincent (inspecteur)
Pour les articles homonymes, voir Gérard Vincent et Vincent.
Gérard Vincent est un ancien inspecteur général des affaires sociales et expert du monde hospitalier.

## Biographie
Gérard Vincent est né à Neuenbürg. Il a obtenu une licence de lettres et a étudié à l'Institut d'études politiques de Grenoble, ainsi qu'à l'École nationale de la santé publique en 1970.
Il a travaillé pour l'assistance publique des hôpitaux de Paris de 1971 à 1989, de 32 ans à 50 ans.Il est connu, d'après le journal intérieur de l 'A. P, pour  avoir obligé le chef de service des urgences de la Pitié (très grand service d urgences) à retirer sa proposition de connaître les urgences en le menaçant de couper les crédits de son service.
Puis il a été président du Syndicat national des cadres hospitaliers de 1982 à 1989. Il a ensuite été directeur des hôpitaux au ministère de la santé, jusqu'en 1995, ce qui donne un record de longévité à ce poste, battu par la suite par Edouard Couty. Il a ainsi mis en place le Schéma régional d'organisation sanitaire ainsi que le Programme de médicalisation des systèmes d'information. On note que la dégradation des fonctions de service vues lors de l'épidémie de Covid a commencé vers 2000. Depuis cette date, il est inspecteur général des affaires sociales. 
En parallèle, il a été président de l’institut national des jeunes sourds de Paris de 1996 à 2005, puis membre de la fédération internationale des hôpitaux en étant trésorier à partir de 2001, puis vice-président jusqu'en 2005 et enfin président jusqu'en 2007. Il a été le premier français à être à la tête de l'organisation. Il a par ailleurs réussi à transférer le siège de Londres à Ferney-Voltaire. Il est depuis cette date vice président. Il a par ailleurs été président de la Fédération européenne des hôpitaux entre 2002 et 2005. Enfin, il a été délégué général de la fédération hospitalière de France de 1998 à 2015. Il a pris sa retraite d'inspecteur le 22 mars 2016.

## Sources
- Notices d'autorité :   - VIAF
  - ISNI
  - BnF (données)
  - IdRef